# Christian Callejas
Christian Callejas, né le 17 mai 1978 à Montevideo, est un footballeur international uruguayen évoluant au poste de milieu de terrain. 
Entre 1997 et 2001, il est appelé à 14 reprises en sélection nationale et figure notamment dans le groupe des 20 joueurs finalistes de la Copa América 1999.

## Palmarès
| Compétitions internationales      | Compétitions nationales                      |
| - Copa América - Finaliste : 1999 | - Championnat de Malte (1) - Champion : 2009 |